# Komplexní jednotka

Množina všech komplexních jednotek tvoří na komplexní rovině kružnici se středem v počátku a jednotkovým poloměrem – vyznačená komplexní čísla a jsou příklady komplexních jednotek

Komplexní jednotka je v matematice komplexní číslo velikosti 1, tj. takové, jehož absolutní hodnota je rovna jedné. Tedy komplexní číslo {\displaystyle z=a+bi} (kde {\displaystyle a,b} jsou reálná čísla) je komplexní jednotka, pokud platí
{\displaystyle 1=|z|={\sqrt {a^{2}+b^{2}}}}, tedy {\displaystyle 1=a^{2}+b^{2}}.
Protože na Gaussově rovině absolutní hodnota znázorňuje vzdálenost obrazu čísla od počátku, tvoří na ní obrazy všech komplexních jednotek kružnici se středem v počátku a poloměrem 1.
Příkladem komplexní jednotky jsou čísla {\displaystyle i} (imaginární jednotka), {\displaystyle -i}, 1, −1 nebo např. {\displaystyle {\frac {\sqrt {2}}{2}}+{\frac {\sqrt {2}}{2}}i}.